# Renqiu
Renqiu (任丘市S, RènqiūP) è una città-contea della Cina, situata nella provincia di Hebei e amministrata dalla prefettura di Cangzhou.